# Günter Männig
Günter Männig (* 22. Juni 1928 in Hirschfelde; † 25. November 2008 in Leipzig) war ein deutscher Fußballschiedsrichter und Fußballfunktionär.
Der Sohn des Baumeisters Albert Männig war Schüler des Königin-Carola-Gymnasiums in Leipzig. Ab 1952 war er als Schiedsrichter aktiv und leitete zwischen 1960 und 1978 insgesamt 264 Punkt- und Pokalspiele für den Deutschen Fußball-Verband (DFV) der DDR in der höchsten Spielklasse, der DDR-Oberliga.
1972 amtierte er beim FDGB-Pokalendspiel zwischen dem FC Carl Zeiss Jena und Dynamo Dresden (2:1) sowie beim Finale um den Fuwo-Pokal.
Zwischen 1962 und 1978 stand er als internationaler Schiedsrichter auf der FIFA-Liste und bestritt auf dieser Ebene 93 Spiele, darunter fünf A-Länderspiele und 23 Europapokal-Begegnungen.
Er war Mitglied in der Schiedsrichterkommission des DFV der DDR seit 1986, Vorsitzender im Schiedsrichterausschuss des Sächsischen Fußballverbandes, Präsident und stellvertretender Vorsitzender des Leipziger Fußballverbandes, dessen Ehrenmitglied er ab 1998 war und langjähriger Schiedsrichteransetzer der Regional- und Oberliga sowie des Bezirksverbandes Leipzig.
An der DFV-Gründungsversammlung am 17. Mai 1958 nahm er ebenso teil wie am außerordentlichen DFB-Bundestag (Vereinigungsbundestag) am 21. November 1990 in Leipzig.
Er war Träger der Ehrenplakette des DFV, der DFB-Verdienstnadel und der Goldenen Ehrennadel des Sächsischen Fußball-Verbandes.